# Maarten den Bakker
Maarten Jan den Bakker (Abbenbroek, 26 gennaio 1969) è un dirigente sportivo ed ex ciclista su strada olandese.
Professionista dal 1990 al 2009, fu campione nazionale in linea e a cronometro. È stato anche direttore sportivo alla Van Vliet-EBH Elshof e Al Cyclingteam De Rijke.

## Carriera
Passò professionista nel 1990 con la PDM-Concorde dopo aver vinto, la stagione precedente, il titolo nazionale dilettanti ed aver partecipato nel 1988 ai Giochi della XXIV Olimpiade di Seoul, dove terminò undicesimo nella prova in linea. Solo nel 1993, dopo il passaggio alla TVM, ottenne la sua prima vittoria da professionista, aggiudicandosi una tappa al Tour de Luxembourg seguita, nella stagione successiva, dal successo nella Nationale Sluitingsprijs. Nel 1996 vinse il suo primo titolo nazionale in linea e una tappa alla Vuelta a Andalucía.
Nel 1998 passò alla Rabobank, squadra in cui rimase fino al 2005, vincendo un titolo nazionale in linea e uno a cronometro.
Lasciata la Rabobank, corse per una stagione nel Team Milram, aggiudicandosi una tappa alla Österreich-Rundfahrt. Nel 2007, con la divisa della Skil-Shimano, ottenne la sua ultima vittoria, con il successo alla Profronde van Friesland.
Terminata la carriera di ciclista, diventò direttore sportivo nella Van Vliet-EBH Elshof. Nel 2011 ricopre lo stesso ruolo nella Cyclingteam De Rijke.

## Palmarès
- 1989 (Dilettante)

Campionati olandesi, Prova in linea Dilettanti
Omloop van de Braakman
Acht van Chaam
- 1993 (TVM, una vittoria)

1ª tappa Tour de Luxembourg (Diekirch > Diekirch)
- 1994 (TVM, due vittorie)

Ronde van Midden-Zeeland
3ª tappa Tour de l'Avenir (Cuadan > Plabennec)
- 1996 (TVM, due vittorie)

Campionati olandesi, Prova in linea
5ª tappa Vuelta a Andalucía (Cartaya > Granada)
- 1997 (TVM, una vittoria)

3ª tappa Uniqa Classic (Rabenstein > Gresten)
- 1998 (Rabobank, una vittoria)

2ª tappa Grand Prix Tell (Baden > Bussigny)
- 1999 (Rabobank, due vittorie)

Campionati olandesi, Prova in linea
5ª tappa Ronde van Nederland (Blerick > Landgraaf)
- 2003 (Rabobank, due vittorie)

Campionati olandesi, Prova a cronometro
4ª tappa Uniqa Classic (Gresten > Weyer)
- 2005 (Rabobank, una vittoria)

3ª tappa Österreich-Rundfahrt (Lienz > Kitzbühel)
- 2007 (Skil-Shimano, una vittoria)

Profronde van Friesland

#### Altri successi
- 1993 (TVM)

Profronde van Wateringen
- 1994 (TVM)

Nationale Sluitingsprijs
Criterium di Aalsmeer
- 1995 (TVM)

Daags na de Tour vanaf 1979
Criterium di Spijkenisse
- 1996 (TVM)

Criterium di Groot-Ammers
Profronde van Oostvoorne
- 1997 (TVM)

Criterium di Groot-Ammers
Criterium di Woerden
- 1998 (Rabobank)

Amsterdam Derny Race
Noordwijk aan Zee (Derny)
- 1999 (Rabobank)

Criterium di Eindhoven
Spektakel van Steenwijk
Profronde van Almelo
- 2008 (Skil-Shimano)

1ª tappa, 2ª semitappa Brixia Tour (Brescia, cronosquadre)

## Piazzamenti

### Grandi Giri
- Tour de France

1992: 92º
1993: 91º
1995: 52º
1996: 64º
1997: 64º
1998: 33º
1999: 84º
2000: 49º
2001: 75º
- Vuelta a España

1993: 71º
1994: non partito (20ª tappa)
1996: 40º
2004: 84º

### Classiche monumento
- Milano-Sanremo

1991: 89º
1992: 112º
1993: 117º
1994: 90º
1995: 56º
1996: 58º
1997: 41º
1998: 55º
1999: 61º
2000: 62º
2001: 133º
2004: 90º
2005: 71º
2006: 119º
- Giro delle Fiandre

1992: 115º
1993: 37º
1994: 42º
1995: 18º
1996: 53º
1997: 32º
1998: 18º
1999: 18º
2000: 35º
2001: 66º
2004: 65º
2005: 83º
2006: 92º
2007: 28º
2008: ritirato
- Parigi-Roubaix

1991: 93º
1992: 48º
2004: 58º
2007: 78º
2008: ritirato
- Liegi-Bastogne-Liegi

1991: 77º
1993: 62º
1995: 10º
1996: 48º
1997: 43º
1998: 9º
1999: 3º
2000: 8º
2001: 56º
2004: ritirato
2005: 60º
2006: 89º
2008: ritirato
- Giro di Lombardia

1990: 81º
1992: 52º
1993: 40º
1994: 10º
1995: 28º
1996: 22º
1997: ritirato
1998: 30º
2000: 47º
2001: ritirato
2003: 26º
2005: ritirato

### Competizioni mondiali
- Campionati del mondo

Bergamo 1987 - In linea Juniores: 14°
Bergamo 1987 - Cronosquadre Juniores: 3°
Chambéry 1989 - In linea Dilettanti: 40°
Stoccarda 1991 - In linea: ritirato
Oslo 1993 - In linea: ritirato
Agrigento 1994 - In linea: ritirato
Duitama 1995 - In linea: non partito
Lugano 1996 - In linea: 44º
San Sebastián 1997 - In linea: ritirato
Valkenburg 1998 - In linea: 24º
Verona 1999 - In linea: 19º
Plouay 2000 - In linea: 60º
Lisbona 2001 - In linea: 90º
Hamilton 2003 - In linea: 25º
Verona 2004 - In linea: ritirato
Stoccarda 2007 - In linea: ritirato
- Giochi olimpici

Seoul 1988 - In linea: 11º